# Лохаберский топор

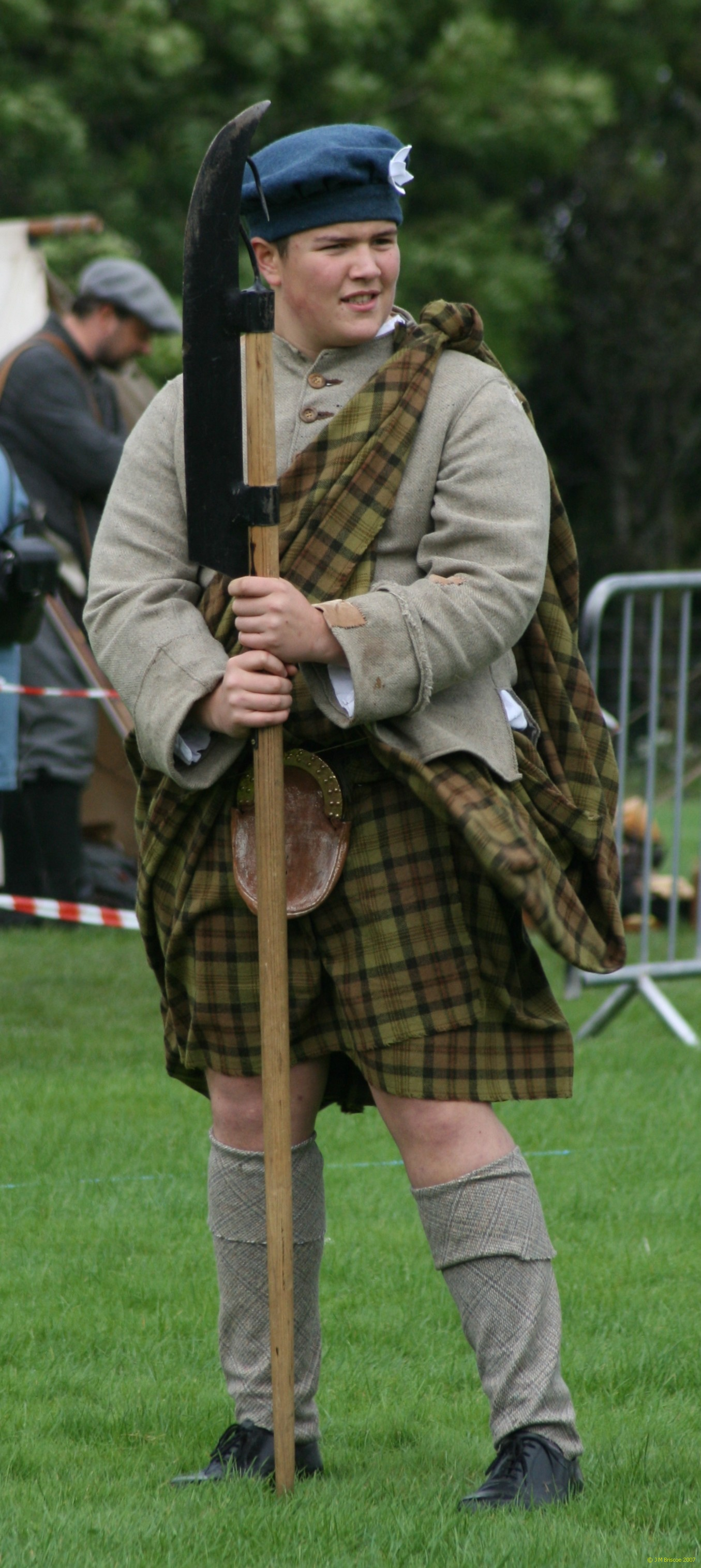
Участник исторической реконструкции с лохабераксом

Лохаберский топор или лохаберакс (англ. Lochaber axe — от названия местности Лохабер в Шотландии) — разновидность топора. Появилась в Шотландии и распространилась, вероятно, ещё в начале XIV века, хотя наиболее раннее достоверное упоминание о ней в источниках относится к 1501 году.
По конструкции имеет сходство с западноевропейским вульжем, в меньшей степени — с бердышом. Состоит из древка длиной от 1,5 до 1,8 м, к которому с помощью двух проушин крепится металлический клинок. Длина лезвия составляла до 50 см, иногда оно было волнистым. Верхний конец был заострён и подходил для колющих ударов. С обуха иногда делался крюк. Лохабераксы являлись двуручным, многофункциональным и эффективным оружием, и применялись пешими воинами для борьбы как с конницей, так и с пехотой. По мнению ряда военных историков, в XVI веке они модифицировались в алебарды. В Шотландии употреблялись дворцовой и полицейской стражей вплоть до конца XVIII века.